# Ла Рош ан Арден
Ла Рош ан Арден (на френски: La Roche-en-Ardenne) е град в Южна Белгия, окръг Марш ан Фамен на провинция Люксембург. Населението му е около 4300 души (2006).